# Coltrane (album 1962)
Coltrane – album Johna Coltrane’a wydany przez wytwórnię Impulse! Records w 1962.
Na płycie gra najsłynniejszy kwartet Coltrane’a z McCoy Tynerem na fortepianie, Jimmym Garrisonem na kontrabasie i Elvinem Jonesem na perkusji. Jest to pierwsza studyjna płyta tego kwartetu, ponieważ poprzednio w grupie grał również Eric Dolphy.
Utwory nagrywano w studiu Rudy’ego Van Geldera w Englewood Cliffs w 1962: 11 kwietnia („The Inch Worm” i „Big Nick”), 19 czerwca („Out of This World” i „Soul Eyes”), 20 maja („Miles' Mode”, „Impressions” i alternatywne wersje „Tunji”, „Miles Mode” oraz „Impressions”), 29 czerwca („Tunji”) i 18 września („Up 'Gainst the Wall”). Tylko pięć utworów znalazło się na oryginalnej płycie.
W 2002 ukazało się dwupłytowe wydanie na CD określane jako „Deluxe Edition”, zawierające również pozostałe utwory.

## Lista utworów
| 1. | „Out of This World” (Harold Allen, Johnny Mercer) | 14:02 |
|    |                                                   |       |
| 2. | „Soul Eyes” (Mal Waldron)                         | 5:23  |
|    |                                                   |       |
| 3. | „The Inch Worm” (Frank Loesser)                   | 6:14  |
|    |                                                   |       |
| 4. | „Tunji” (John Coltrane)                           | 6:31  |
|    |                                                   |       |
| 5. | „Miles' Mode” (John Coltrane)                     | 7:30  |
|    |                                                   |       |
|    |                                                   | 39:40 |
|    |                                                   |       |

## WydanieDeluxe
w 2002 została wydana dwupłytowa wersja CD oznaczona jako „Deluxe Edition”. Druga płyta zawiera utwory, które nie znalazły się na oryginalnej płycie oraz alternatywne wersje utworów.
CD 2
| 1.  | „Not Yet” (McCoy Tyner)               | 6:12    |
|     |                                       |         |
| 2.  | „Miles' Mode”                         | 7:30    |
|     |                                       |         |
| 3.  | „Tunji”                               | 10:37   |
|     |                                       |         |
| 4.  | „Tunji”                               | 7:52    |
|     |                                       |         |
| 5.  | „Tunji”                               | 7:14    |
|     |                                       |         |
| 6.  | „Tunji”                               | 7:46    |
|     |                                       |         |
| 7.  | „Impressions” (John Coltrane)         | 6:30    |
|     |                                       |         |
| 8.  | „Impressions”                         | 4:31    |
|     |                                       |         |
| 9.  | „Big Nick” (John Coltrane)            | 4:26    |
|     |                                       |         |
| 10. | „Up 'Gainst the Wall” (John Coltrane) | 3:13    |
|     |                                       |         |
|     |                                       | 1:05:51 |
|     |                                       |         |

## Twórcy
- John Coltrane – saksofon tenorowy, saksofon sopranowy w „The Inch Worm” i „Big Nick"
- McCoy Tyner – fortepian (z wyjątkiem „Up 'Gainst the Wall”)
- Jimmy Garrison – kontrabas
- Elvin Jones – perkusja